# Barbara Weigand
Barbara Weigand (* 10. Dezember 1845 in Schippach, Deutschland; † 20. März 1943 ebenda) war eine katholische angebliche Mystikerin und Prophetin.

## Leben
Weigand wurde als drittes von acht Kindern einer Bauersfamilie in zum Bistum Würzburg gehörigen Schippach bei Elsenfeld geboren. Ihr Vater war 15 Jahre Bürgermeister der Gemeinde und starb im Alter von 55 Jahren. Ihre Mutter war oft krank und mehrmals über etliche Wochen im Krankenbett. Oft mussten Weigand und ihre Geschwister schwere Arbeiten ausführen, um den Lebensunterhalt der Familie zu sichern. Unter den Geschwistern hatte sie eine gewisse Führungsrolle inne und kümmerte sich auch um finanzielle Angelegenheiten des Hofes und um den Haushalt. Sie besuchte eine Volksschule, wo sie Grundkenntnisse im Lesen, Schreiben und Rechnen erwarb. Später wurde sie verlobt; zu einer Heirat kam es jedoch nicht, da sie sich eher zu Gott hingezogen fühlte und ein Priester ihr von der Heirat abriet.
Im Jahr 1873 trat sie in Aschaffenburg dem 3. Orden des Heiligen Franziskus der Kapuziner bei. Mehrere Jahre lang unternahm sie wöchentlich einen fünfstündigen Fußweg, um in der Kapuzinerkirche in Aschaffenburg die heilige Kommunion zu empfangen. 1885 zog sie nach Mainz, da sie in der dortigen Kirche täglich kommunizieren konnte. Mehrfach besuchte sie ihren Heimatort Schippach und zog 1924 endgültig hierhin zurück. Auf dem Schippacher Friedhof steht der Grabstein von „Msgr. Dr. Dr. Wilhelm Büttner“ (1885 bis 1974), auf dem zu lesen steht, dass Büttner von 1923 bis 1932 Pfarrer in Rück-Schippach und Wegbegleiter von Barbara Weigand war.
Barbara Weigand gründete die Organisation Eucharistischer Liebesbund mit dem Ziel, in Schippach eine Sakramentskirche errichten zu wollen. Zum Bau dieser Kirche kam es bis heute jedoch nicht.
1943 verstarb Weigand im Alter von 97 Jahren und wurde auf dem Friedhof Schippach begraben. Auf dem Grabstein stehen ihr Name, ihr Geburts- und ihr Sterbetag.

## Schriften
Von Weigand gibt es einen großen Umfang an Niederschriften, zum Teil eigenhändig, zum Teil diktiert. Die Inhalte dieser Schriften sind religiös und werden von einigen Christen als prophetisch eingeschätzt. Die meisten ihrer handgeschriebenen Zettel wurden abgeschrieben, da die Originale an kirchliche Vorgesetzte geschickt oder von diesen abverlangt wurden. Diese Schriften befinden sich nun in den Ordinariatsakten von Köln und Mainz und beim Heiligen Offizium in Rom. In Würzburg gab es auch einige ihrer Schriften, die aber 1945 verbrannten. Ihr bekanntestes Werk sind die Offenbarungen an Barbara Weigand.
Im Alter von 50 Jahren schrieb Weigand auf Veranlassung ihres Seelenführers Ludwig O. Cap die Autobiographie Leben auf 84 Seiten. Hierbei handelt es sich neben ihrer Lebensgeschichte um Berichte von Situationen, anhand derer sie glaubte, Zeichen von Gott und Maria empfangen zu haben.
Eine der von ihr angeblich von Jesus Christus am Feiertag der Kreuzerhöhung 1896 empfangenen und von ihr verbreiteten Offenbarungen beginnt etwa wie folgt: "Seht zurück, es ist die Zeit, wo Martin Luther Meine Kirche spaltete in zwei Teile. Von da an trat Satan in der Welt auf und richtete Unheil über Unheil an  [...]."
Auch über zukünftige Ereignisse hat Weigand geschrieben. Sie sagte voraus, dass es in Zukunft viele Kriege und Revolutionen geben werde, durch die die Menschheit erschüttert werden würde. Auch schrieb sie, dass es der Kirche nicht gut ergehen werde und viele Gebäude zerstört würden, aber am Ende doch die Kirche siegen würde.
Bei einigen Christen sind Weigands Offenbarungen, auch bekannt als Schippacher Schriften, sehr beliebt. Diese Schriften beinhalten nach Aussage von Barbara Weigand prophetische Eingebungen durch die Mutter Gottes.
Seitens der katholischen Kirche gelten ihre Schriften als Privatoffenbarungen.

## Gedenken und Nachwirkungen
- Der Eucharistische Liebesbund, bestehend aus Barbara Weigand, Elisabeth Feiler und Luise Hannappel, hatte über einen in Schippach gegründeten Kirchenbauverein damit begonnen, die von ihm so genannte Sakramentskirche zu errichten, deren Bau jedoch während des Ersten Weltkrieges eingestellt wurde. 1960 wurde über den Grundmauern dieser unvollendet gebliebenen Kirche die heutige St.-Pius-Kirche errichtet.[9]
- In der Kirche St. Pius X. in Schippach wurde ein Gedenkstein in eine Wand eingelassen der an die Oftkommunion erinnert und der von zwei Stelen flankiert wird. Die linke trägt eine Skulptur des Hauptes von Barbara Weigand, die rechts eine Skulptur, die das Haupt von Papst Pius X. darstellt.
- Zum Gedenken an Barbara Weigand wurde in der Kapuzinerkirche St. Elisabeth zu Aschaffenburg in der Nische links vor dem Altar eine Stele errichtet, die in Metallguss das Haupt von Barbara Weigand in der Art darstellt, wie es in der Kirche St. Pius zu Schippach zu sehen ist.
- Auf dem Friedhof zu Schippach befindet sich der Grabstein Barbara Weigands, auf dem ihr Geburts- und ihre Sterbetag vermerkt ist.
- Auf dem Friedhof von Schippach befindet sich zudem auf einem Priestergrab ein Gedenkstein mit folgender Inschrift: IN MEMORIAM Msgn. Dr. Dr. Wilhelm Büttner 1885 – 1974 Pfarrer von Rück-Schippach 1923 – 1932 Wegbegleiter von Barbara Weigand.
- 1975 wurde in Würzburg ein Verfahren zur Seligsprechung Barbara Weigands eingeleitet. Hierfür wurden 8400 Unterschriften von Befürwortern gesammelt.[10]
- Die Offenbarungen an Barbara Weigand wurden von Wolfgang E. Bastian mit dem Imprimatur von Weihbischof Helmut Bauer herausgegeben. Als geistlicher Leiter des Eucharistischen Liebesbundes fungierte der 2011 verstorbene Abt von Kloster Weltenburg Thomas Niggl.
- In ihrem Heimatort Schippach wurde nach ihr die Barbara-Weigand-Straße benannt.

## Bücher
- Offenbarungen an Barbara Weigand in sieben Bänden, 2003.
- Barbara Weigand im Urteil von Bischöfen und Priestern 2001.
- Barbara Weigand von Schippach – Ein Leben für Gott und sein Reich 1978.